# Гиппиус, Зинаида Николаевна
Зинаи́да Никола́евна Ги́ппиус (по мужу Мережко́вская; 8 [20] ноября 1869, Белёв, Российская империя — 9 сентября 1945, Париж, Франция) — русская поэтесса и писательница, драматург и литературный критик, одна из видных представительниц Серебряного века.
Гиппиус, составившая с Дмитрием Мережковским один из самых оригинальных и творчески продуктивных супружеских союзов в истории литературы, считается идеологом русского символизма.

## Биография
Родилась 8 (20) ноября 1869 года в городе Белёве (ныне Тульская область) в обрусевшей немецкой дворянской семье. Отец, Николай Романович Гиппиус, известный юрист, некоторое время служил обер-прокурором в Сенате; мать, Анастасия Васильевна, урождённая Степанова, была дочерью уездного екатеринбургского обер-полицмейстера. По необходимости, связанной со служебной деятельностью отца, семья часто переезжала с места на место, из-за чего дочь не получила полноценного образования; различные учебные заведения она посещала урывками, готовясь к экзаменам с гувернантками.
Стихи будущая поэтесса начала писать с семи лет. В 1902 году в письме Валерию Брюсову она замечала: «В 1880 году, то есть когда мне было 11 лет, я уже писала стихи (причем очень верила во 'вдохновение' и старалась писать сразу, не отрывая пера от бумаги). Стихи мои всем казались 'испорченностью', но я их не скрывала. Должна оговориться, что я была нисколько не 'испорчена' и очень 'религиозна' при всём этом…»:71. При этом девочка запоем читала, вела обширные дневники, охотно переписывалась со знакомыми и друзьями отца. Один из них, генерал Н. С. Драшусов, первым обратил внимание на юное дарование и посоветовал ей всерьёз заняться литературой.
Уже для первых поэтических упражнений девочки были характерны самые мрачные настроения. «Я с детства ранена смертью и любовью», — позже признавалась Гиппиус. Как отмечал один из биографов поэтессы, «…время, в котором она родилась и выросла — семидесятые-восьмидесятые годы, не наложило на неё никакого отпечатка. Она с начала своих дней живёт как бы вне времени и пространства, занятая чуть ли ни с пелёнок решением вечных вопросов». Впоследствии в шуточной стихотворной автобиографии Гиппиус признавалась: «Решала я — вопрос огромен — / Я шла логическим путём, / Решала: нумен и феномен / В соотношении каком?»:70. Владимир Злобин (секретарь, проведший подле поэтессы большую часть своей жизни) впоследствии отмечал: 

Всё, что она знает и чувствует в семьдесят лет, она уже знала и чувствовала в семь, не умея это выразить. 'Всякая любовь побеждается, поглощается смертью', — записывала она в 53 года… И если она четырёхлетним ребёнком так горько плачет по поводу своей первой любовной неудачи, то оттого, что с предельной остротой почувствовала, что любви не будет, как почувствовала после смерти отца, что умрет.— В. А. Злобин. Тяжёлая душа. 1970:71
Н. Р. Гиппиус был болен туберкулёзом; едва получив должность обер-прокурора, он почувствовал резкое ухудшение и вынужден был срочно выехать с семьёю в Нежин, в Черниговскую губернию, к новому месту службы, председателем местного суда. Поэтессу отдали в Киевский женский институт, но некоторое время спустя вынуждены были забрать обратно: девочка так тосковала по дому, что практически все шесть месяцев провела в институтском лазарете. Поскольку в Нежине не было женской гимназии, она училась дома, с преподавателями из местного Гоголевского лицея.
Николай Гиппиус скоропостижно скончался в Нежине в 1881 году; вдова осталась с большой семьёй — четырьмя дочерьми (Зинаида, Анна, Наталья и Татьяна), бабушкой и незамужней сестрой — практически без средств к существованию. В 1882 году Анастасия Васильевна с дочерьми переехала в Москву. Зинаида поступила в гимназию Фишер, где начала учиться поначалу охотно и с интересом. Вскоре, однако, врачи обнаружили туберкулёз и у неё, из-за чего учебное заведение пришлось оставить. «Маленький человек с большим горем», — такими словами вспоминали здесь девочку, постоянно носившую печать печали на лице.
Опасаясь, что все дети, унаследовавшие от отца склонность к чахотке, могут последовать его путём, и особенно тревожась за старшую дочь, Анастасия Гиппиус уехала с детьми в Ялту. Поездка в Крым не только удовлетворила с детства развившуюся в девочке любовь к путешествиям, но и предоставила ей новые возможности для занятий двумя любимыми вещами: верховой ездой и литературой. Отсюда в 1885 году мать увезла дочерей в Тифлис, к брату Александру. Тот обладал достаточными средствами, чтобы снять для племянницы дачу в Боржоми, где та и поселилась с подругой. Только здесь, после скучного крымского лечения, в вихре «веселья, танцев, поэтических состязаний, скачек» Гиппиус сумела оправиться от тяжёлого потрясения, связанного с утратой отца. Год спустя две большие семьи отправились в Манглис, и здесь А. В. Степанов скоропостижно скончался от воспаления мозга. Семья Гиппиус была вынуждена остаться в Тифлисе.
В 1888 году Зинаида Гиппиус с матерью вновь отправилась на дачу в Боржоми. Там она познакомилась с Дмитрием Мережковским, незадолго до этого выпустившим в свет свою первую книгу стихов и в те дни путешествовавшим по Кавказу. Ощутив мгновенную духовную и интеллектуальную близость со своим новым знакомым, резко отличавшимся от её окружения, восемнадцатилетняя Гиппиус на его предложение о замужестве не задумываясь ответила согласием. 8 января 1889 года в Тифлисе состоялась скромная церемония венчания, за которой последовало короткое свадебное путешествие. Союз с Мережковским, как отмечалось впоследствии, «дал смысл и мощный стимул всей её исподволь совершавшейся внутренней деятельности, вскоре позволив юной красавице вырваться на огромные интеллектуальные просторы», а в более широком смысле — сыграл важнейшую роль в развитии и становлении литературы «Серебряного века».

### Начало литературной деятельности

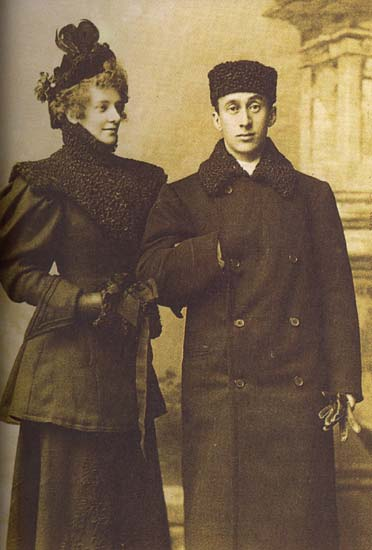
Гиппиус и Аким Волынский (Флексер)

Поначалу Гиппиус и Мережковский заключили негласный уговор: она будет писать исключительно прозу, а он — поэзию. Некоторое время жена по просьбе супруга переводила (в Крыму) байроновского «Манфреда»; попытка оказалась неудачной. Наконец Мережковский объявил о том, что сам собирается нарушить договор: у него возникла идея романа о Юлиане Отступнике. С этого времени они писали и стихи, и прозу каждый, в зависимости от настроения.
В Петербурге Мережковский познакомил Гиппиус с известными литераторами: первый из них, А. Н. Плещеев, «очаровал» двадцатилетнюю девушку тем, что во время одного из ответных визитов принёс из редакторского портфеля «Северного вестника» (где он заведовал отделом поэзии) некоторые стихотворения — на её «суд строгий»:100. В числе новых знакомых Гиппиус были Я. П. Полонский, А. Н. Майков, Д. В. Григорович, П. И. Вейнберг; она сблизилась с молодым поэтом Н. М. Минским и редакцией «Северного вестника», одной из центральных фигур в котором был критик А. Л. Волынский. С этим журналом, ориентировавшимся на новое направление «от позитивизма к идеализму», были связаны первые литературные опыты писательницы. В эти дни она активно контактировала с редакторами многих столичных журналов, посещала публичные лекции и литературные вечера, познакомилась с семьёй Давыдовых, игравшей важную роль в литературной жизни столицы (А. А. Давыдова издавала журнал «Мир Божий»), посещала Шекспировский кружок В. Д. Спасовича, участниками которого были известнейшие адвокаты (в частности, князь А. И. Урусов), стала членом-сотрудником Русского Литературного общества.
В 1888 году в «Северном вестнике» вышли (с подписью «З. Г.») два «полудетских», как она вспоминала, стихотворения. Эти и некоторые последующие стихи начинающей поэтессы отражали «общую ситуацию пессимизма и меланхолии 1880-х годов» и во многом были созвучны произведениям популярного тогда Семёна Надсона.
В начале 1890 года Гиппиус под впечатлением разыгравшейся у неё на глазах маленькой любовной драмы, главными героями которой были горничная Мережковских, Паша и «друг семьи» Николай Минский, написала рассказ «Простая жизнь». Неожиданно (потому что к Мережковскому этот журнал тогда не благоволил) рассказ принял «Вестник Европы», опубликовав под заголовком «Злосчастная»: так состоялся дебют Гиппиус в прозе.

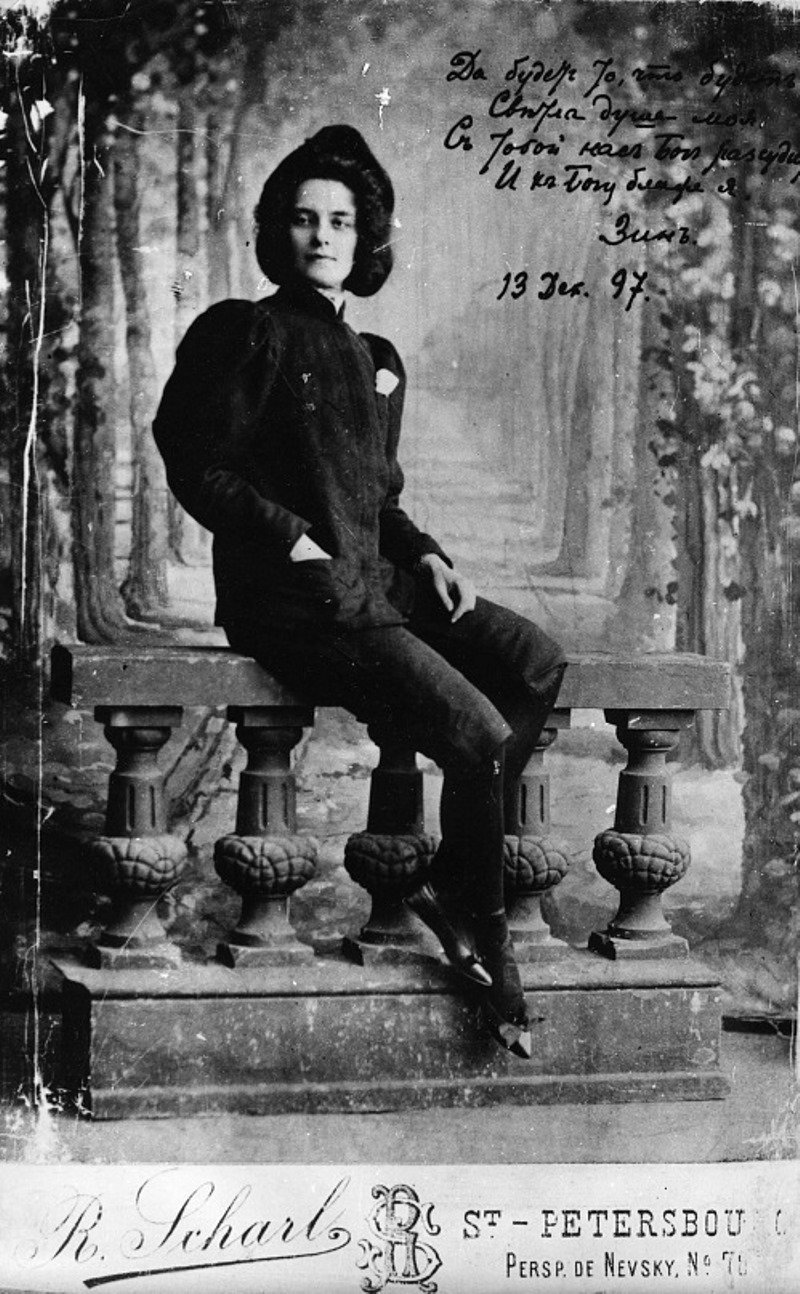
Гиппиус испытывала пристрастие к мужской одежде, мужским псевдонимам, мужскому лирическому «я» в поэзии и курила ароматизированные папиросы

Последовали новые публикации, в частности, рассказы «В Москве» и «Два сердца» (1892), а также романы («Без талисмана», «Победители», «Мелкие волны»), — как в «Северном вестнике», так и в «Вестнике Европы», «Русской мысли» и других известных изданиях. «Романов этих я не помню, даже заглавий, кроме одного, называвшегося 'Мелкие волны'. Что это были за 'волны' — не имею никакого понятия и за них не отвечаю. Но мы оба радовались необходимому пополнению нашего 'бюджета', и необходимая Д‹митрию› С‹ергеевичу› свобода для 'Юлиана' этим достигалась»:93, — позже писала Гиппиус. Многие критики, впрочем, относились к этому периоду творчества писательницы серьёзнее, чем она сама, отмечая «двойственность человека и самого бытия, ангельского и демонического начал, взгляд на жизнь как на отражение недосягаемого духа» в качестве основных тем, а также — влияние Ф. М. Достоевского. Ранние прозаические работы Гиппиус были в штыки встречены либеральной и народнической критикой, которым претила, прежде всего, «противоестественность, невиданность, претенциозность героев». Позже «Новый энциклопедический словарь» отмечал, что первые произведения Гиппиус были «написаны под явным влиянием идей Рескина, Ницше, Метерлинка и других властителей дум того времени». Ранняя проза Гиппиус была собрана в двух книгах: «Новые люди» (СПб., 1896) и «Зеркала» (СПб., 1898).
Всё это время Гиппиус преследовали проблемы со здоровьем: она перенесла возвратный тиф, ряд «бесконечных ангин и ларингитов». Отчасти, чтобы поправить здоровье и не допустить туберкулёзного рецидива, но также и по причинам, связанным с творческими устремлениями, Мережковские в 1891—1892 годах совершили две запоминающиеся поездки по югу Европы. В ходе первой из них они общались с А. П. Чеховым и А. С. Сувориным, которые на некоторое время стали их спутниками, побывали в Париже у Плещеева. Во время второй поездки, остановившись в Ницце, супруги познакомились с Дмитрием Философовым, несколько лет спустя ставшим их постоянным спутником и ближайшим единомышленником:400. Впоследствии итальянские впечатления заняли важное место в мемуарах Гиппиус, наложившись на светлые и возвышенные настроения её «самых счастливых, молодых лет». Между тем финансовое положение супружеской четы, жившей почти исключительно на гонорары, оставалось в эти годы тяжёлым. «Теперь мы в ужасном, небывалом положении. Мы живем буквально впроголодь вот уже несколько дней и заложили обручальные кольца», — сообщала она в одном из писем 1894 года (в другом сетуя, что не может пить прописанный врачами кефир из-за отсутствия денег):115.

#### Поэзия Гиппиус
Гораздо более ярким и спорным, чем прозаический, был поэтический дебют Гиппиус: стихотворения, опубликованные в «Северном вестнике», — «Песня» («Мне нужно то, чего нет на свете…») и «Посвящение» (со строками: «Люблю я себя, как Бога») сразу получили скандальную известность. «Стихи её — это воплощение души современного человека, расколотого, часто бессильно рефлективного, но вечно порывающегося, вечно тревожного, ни с чем не мирящегося и ни на чём не успокаивающегося», — отмечал позже один из критиков. Некоторое время спустя Гиппиус, по её выражению, «отреклась от декадентства» и всецело приняла идеи Мережковского, прежде всего художественные, став одной из центральных фигур нарождавшегося русского символизма, однако сложившиеся стереотипы («декадентская мадонна», «сатанесса», «белая дьяволица» и др.) преследовали её в течение многих лет.
Если в прозе она сознательно ориентировалась «на общий эстетический вкус», то стихи Гиппиус воспринимала как нечто крайне интимное, созданное «для себя» и творила их, по собственным словам, «словно молитву». «Естественная и необходимейшая потребность человеческой души всегда — молитва. Бог создал нас с этой потребностью. Каждый человек, осознает он это или нет, стремится к молитве. Поэзия вообще, стихосложение в частности, словесная музыка — это лишь одна из форм, которую принимает в нашей Душе молитва. Поэзия, как определил её Баратынский, — „есть полное ощущение данной минуты“» — писала поэтесса в эссе «Необходимое о стихах».

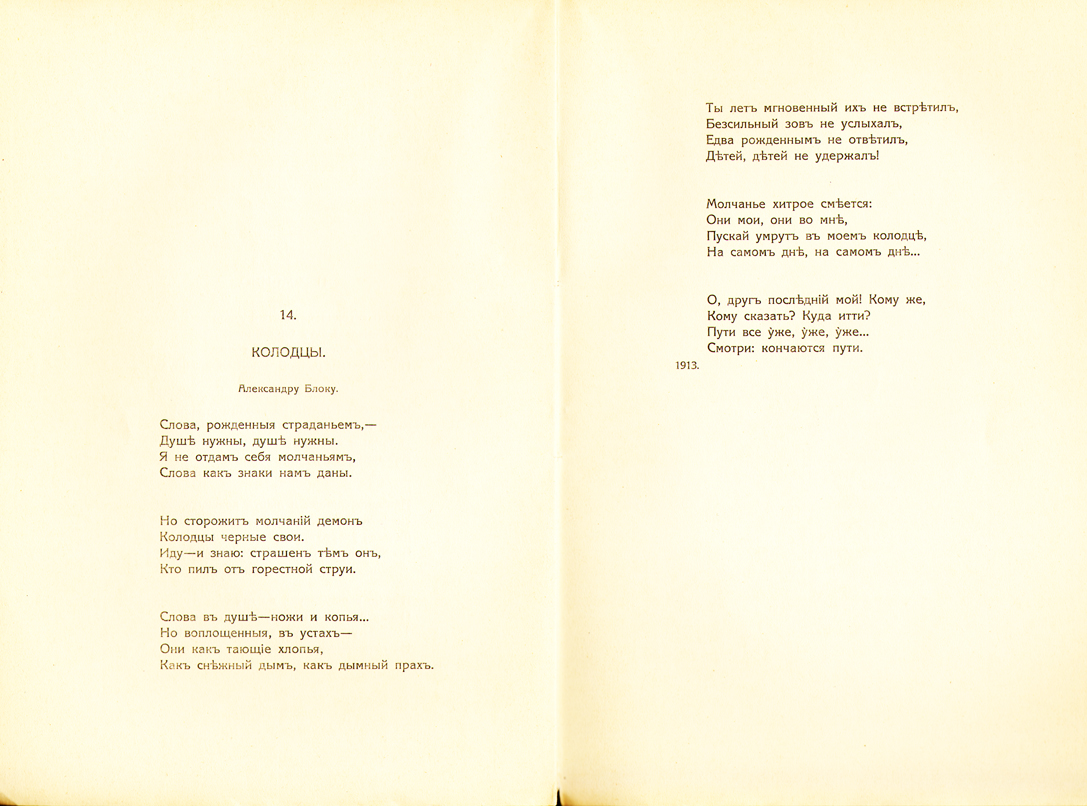
Одной из самых значимых фигур в русской поэзии для Гиппиус был Александр Блок

Во многом именно «молитвенность» давала повод критикам для нападок: утверждалось, в частности, что, обращаясь к Всевышнему (под именами Он, Невидимый, Третий), Гиппиус устанавливала с ним «свои, прямые и равные, кощунственные отношения», постулируя «не только любовь к Богу, но и к себе». Для широкой литературной общественности имя Гиппиус стало символом декаданса — особенно после публикации «Посвящения» (1895), стихотворения, содержавшего вызывающую строку: «Люблю я себя, как Бога». Отмечалось, что Гиппиус, во многом сама провоцируя общественность, тщательно продумывала своё социальное и литературное поведение, сводившееся к смене нескольких ролей, и умело внедряла искусственно формировавшийся образ в общественное сознание. На протяжении полутора десятилетий перед революцией 1905 года она представала перед публикой — сначала пропагандисткой сексуального раскрепощения, гордо несущей «крест чувственности» (как сказано в её дневнике 1893 года); затем — противницей «учащей Церкви», утверждавшей, что «грех только один — самоумаление» (дневник 1901), поборник революции духа, осуществляемой наперекор «стадной общественности». «Преступность» и «запретность» в творчестве и образе (согласно популярному штампу) «декадентской мадонны» особенно живо обсуждались современниками: считалось, что в Гиппиус уживались «демоническое, взрывное начало, тяга к богохульству, вызов покою налаженного быта, духовной покорности и смирению», причём поэтесса, «кокетничая своим демонизмом» и чувствуя себя центром символистского быта, и его, и саму жизнь «воспринимала как необыкновенный эксперимент по преображению реальности».

«Собрание стихов. 1889—1903», вышедшее в 1904 году, стало крупным событием в жизни русской поэзии. Откликаясь на книгу, И. Анненский писал, что в творчестве Гиппиус сконцентрирована «вся пятнадцатилетняя история <русского> лирического модернизма», отметив как основную тему её стихов «мучительное качание маятника в сердце». В. Я. Брюсов, другой пылкий поклонник поэтического творчества Гиппиус, особо отмечал «непобедимую правдивость», с какой поэтесса фиксировала различные эмоциональные состояния и жизнь своей «пленённой души». Впрочем, сама Гиппиус более чем критически оценивала роль своей поэзии в формировании общественного вкуса и влиянии на мировоззрение современников. Уже несколько лет спустя в предисловии к переизданию первого сборника она писала: 
Мне жаль создавать нечто бесполезное и никому не нужное сейчас. Собрание, книга стихов в данное время - самая бесполезная, ненужная вещь... Я не хочу этим сказать, что стихи не нужны. Напротив, я утверждаю, что стихи нужны, даже необходимы, естественны и вечны. Было время, когда всем казались нужными целые книги стихов, когда они читались сплошь, всеми понимались и принимались. Время это – прошлое, не наше. Современному читателю не нужен сборник стихов!

#### Дом Мурузи

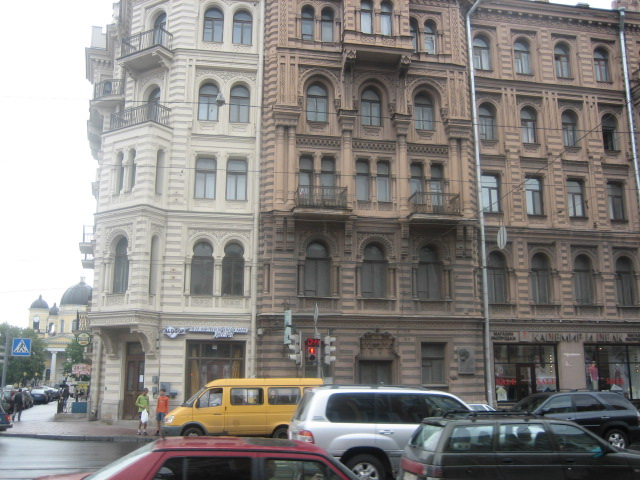
В этом доме супруги прожили двадцать три года

С 1889 супруги проживали в четырёхкомнатной квартире на пятом этаже дома Мурузи; в последующие годы вплоть до 1913 г. они снимали другие квартиры в этом же доме. Квартира Мережковских стала важным центром религиозно-философской и общественной жизни Петербурга, посещение которого считалось почти обязательным для молодых мыслителей и писателей, тяготевших к символизму. Все посетители салона признавали авторитет Гиппиус и в большинстве своём считали, что именно ей принадлежит главная роль в начинаниях сообщества, сложившегося вокруг Мережковского. Вместе с тем, завсегдатаи испытывали и неприязнь к хозяйке салона, подозревая в ней высокомерие, нетерпимость и склонность к экспериментам с участием посетителей. Молодые поэты, проходившие нелёгкую проверку личным знакомством с «мэтрессой», действительно, испытывали серьёзные психологические затруднения: Гиппиус предъявляла к поэзии высокие, предельные требования религиозного служения красоте и истине («стихи — это молитвы») и в своих оценках была предельно откровенна и резка. При этом многие отмечали, что дом Мережковских в Петербурге был «настоящим оазисом русской духовной жизни начала XX столетия». А. Белый говорил, что в нём «воистину творили культуру. Все здесь когда-то учились». По словам Г. В. Адамовича, Гиппиус была «вдохновительницей, подстрекательницей, советчицей, исправительницей, сотрудницей чужих писаний, центром преломления и скрещения разнородных лучей».
Образ хозяйки салона «поражал, притягивал, отталкивал и вновь притягивал» единомышленников: А. Блока (с которым у Гиппиус сложились особенно сложные, менявшиеся отношения), А. Белого, В. В. Розанова, В. Брюсова. «Высокая, стройная блондинка с длинными золотистыми волосами и изумрудными глазами русалки, в очень шедшем к ней голубом платье, она бросалась в глаза своей наружностью. Эту наружность несколько лет спустя я назвал бы боттичеллиевской. …Весь Петербург её знал, благодаря этой внешности и благодаря частым её выступлениям на литературных вечерах, где она читала свои столь преступные стихи с явной бравадой», писал о З. Гиппиус один из первых символистских издателей П. П. Перцов.

### Общественная деятельность
В 1899—1901 годах Гиппиус сблизилась с кружком С. П. Дягилева, группировавшимся вокруг журнала «Мир искусства», где она и стала публиковать свои первые литературно-критические статьи. В них, подписанных мужскими псевдонимами (Антон Крайний, Лев Пущин, Товарищ Герман, Роман Аренский, Антон Кирша, Никита Вечер, В. Витовт), Гиппиус оставалась последовательным проповедником эстетической программы символизма и философских идей, заложенных в её фундамент. После ухода из «Мира искусства» Зинаида Николаевна выступала в качестве критика в журналах «Новый путь» (фактический соредактор), «Весы», «Образование», «Новое слово», «Новая жизнь», «Вершины», «Русская мысль», 1910—1914 годы, (как прозаик она публиковалась в журнале и раньше), а также в ряде газет: «Речь», «Слово», «Утро России» и т. д. Лучшие критические статьи были впоследствии отобраны ею для книги «Литературный дневник» (1908). Гиппиус в целом негативно оценивала состояние русской художественной культуры, связывая его с кризисом религиозных основ жизни и крахом общественных идеалов предыдущего века. Призвание художника Гиппиус видела в «активном и прямом воздействии на жизнь», которой следовало «охристианиться». Свой литературный и духовный идеал критик находила в той литературе и искусстве, которые развились «до молитвы, до понятия Бога»:163. Считалось, что эти концепции были во многом направлены против писателей, близких к руководимому М. Горьким издательству «Знание», и в целом «против литературы, ориентирующейся на традиции классического реализма».
К началу XX века у Гиппиус и Мережковского сложились собственные, оригинальные представления о свободе, метафизике любви, а также необычные неорелигиозные воззрения, связанные, прежде всего, с так называемым «Третьим заветом». Духовно-религиозный максимализм Мережковских, выразившийся в осознании своей «провиденциальной роли не только в судьбе России, но и в судьбе человечества», достиг апогея в начале 1900-х годов. В статье «Хлеб жизни» (1901) Гиппиус писала: «Пусть же будет у нас чувство обязанности по отношению к плоти, к жизни, и предчувствие свободы — к духу, к религии. Когда жизнь и религия действительно сойдутся, станут как бы одно — наше чувство долга неизбежно коснется и религии, слившись с предчувствием Свободы; (…) которую обещал нам Сын Человеческий: 'Я пришел сделать вас свободными'».
Идея обновления во многом себя исчерпавшего (как им казалось) христианства возникла у Мережковских осенью 1899 года. Для осуществления задуманного решено было создать «новую церковь», где рождалось бы «новое религиозное сознание». Воплощением этой идеи явилась организация Религиозно-философских собраний (1901—1903), целью которых было провозглашено создание общественной трибуны для «свободного обсуждения вопросов церкви и культуры… неохристианства, общественного устройства и совершенствования человеческой природы». Организаторы Собраний трактовали противопоставление духа и плоти так: «Дух — Церковь, плоть — общество; дух — культура, плоть — народ; дух — религия, плоть — земная жизнь…»

#### «Новая церковь»
Поначалу Гиппиус достаточно скептически относилась к внезапно проявившемуся «клерикализму» мужа; позже она вспоминала, как «вечерние посиделки» 1899 года превращались в «бесплодные споры», не имевшие смысла, ибо большинство «мирискусников» были весьма далеки от религиозных вопросов. «Но Дмитрию Сергеевичу казалось, что почти все его понимают и ему сочувствуют»:169, — добавляла она. Постепенно, впрочем, жена не только приняла позицию мужа, но и сама принялась генерировать идеи, связанные с религиозным обновлением России. Л. Я. Гуревич свидетельствовала, что Гиппиус «пишет катехизис новой религии и вырабатывает догматы»:126. В начале 1900-х годов вся литературно-публицистическая и практическая деятельность Гиппиус была устремлена на воплощение идей Третьего Завета и грядущей Богочеловеческой теократии. Соединение христианской и языческой святости для достижения последней вселенской религии являлось заветной мечтой Мережковских, которые в основу своей «новой церкви» положили принцип сочетания — внешнего разделения с существующей церковью и внутреннего союза с нею.

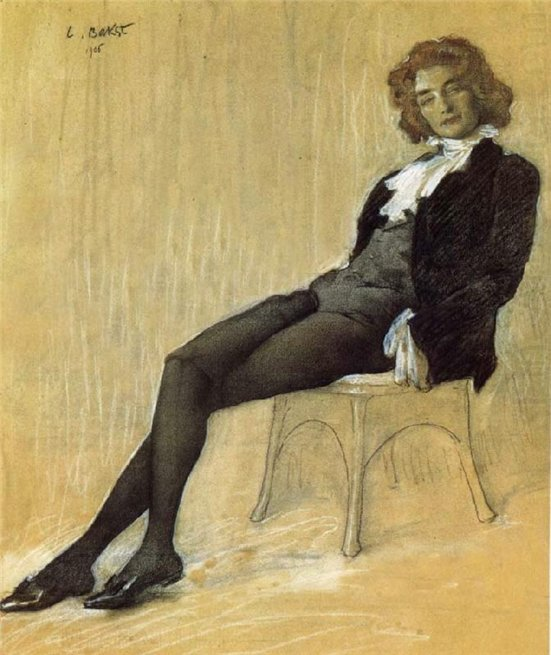
Гиппиус на портрете Л. Бакста, 1906 год

Появление и развитие «нового религиозного сознания» Гиппиус обосновывала необходимостью устранить разрыв (или бездну) между духом и плотью, освятить плоть и тем самым просветлить её, упразднить христианский аскетизм, вынуждающий человека жить в сознании своей греховности, сблизить религию и искусство. Разъединённость, обособленность, «ненужность» для другого — главный «грех» её современника, умирающего в одиночестве и не желающего отойти от него («Критика любви»), — Гиппиус предполагала преодолевать поиском «общего Бога», осознанием и принятием «равноценности, множественности» других я, в их «неслиянности и нераздельности». Искания Гиппиус не были лишь теоретическими: напротив, это она предложила мужу придать незадолго до этого созданным Религиозно-философским собраниям «общественный» статус. «…Мы в тесном, крошечном уголке, со случайными людьми стараемся слепливать между ними искусственно-умственное соглашение — зачем оно? Не думаешь ли ты, что нам лучше начать какое-нибудь реальное дело в эту сторону, но пошире, и чтоб оно было в условиях жизни, чтоб были… ну, чиновники, деньги, дамы, чтобы оно было явное, и чтобы разные люди сошлись, которые никогда не сходились…», — так пересказывала она впоследствии свой разговор с Мережковским осенью 1901 года, на даче под Лугой. Мережковский «вскочил, ударил рукой по столу и закричал: Верно!» Идея Собраний получила, таким образом, последний, завершающий «штрих»:171.
Гиппиус с большим воодушевлением описывала впоследствии свои впечатления от Собраний, где встретились люди двух прежде не соприкасавшихся сообществ. «Да, это воистину были два разных мира. Знакомясь ближе с „новыми“ людьми, мы переходили от удивления к удивленью. Даже не о внутренней разности я сейчас говорю, а просто о навыках, обычаях, о самом языке, — все это было другое, точно другая культура… Были между ними люди своеобразно глубокие, даже тонкие. Они прекрасно понимали идею Собраний, значение 'встречи'», — писала она. Глубокое впечатление произвела на неё предпринятая в те дни с разрешения Синода поездка с мужем на Светлое озеро, для полемики со староверами-раскольниками: «…То, что пришлось видеть и слышать, так громадно и прекрасно — что у меня осталась одна лишь печаль — о людях, вроде Ник‹олая› Макс‹имовича› (Минского), декадентов… Розанова — „литераторах“, путешествующих за границу и пишущих о неприложимой философии и ничего не знающих о жизни, как дети»:173.
Гиппиус принадлежала и идея создания журнала «Новый путь» (1903—1904), в котором наряду с разнообразными материалами о возрождении жизни, литературы и искусства через «религиозное творчество» печатались и отчёты Собраний. Журнал просуществовал недолго, причём его закат был обусловлен марксистским «влиянием»: с одной стороны — (временный, как оказалось) переход Н. Минского в ленинский лагерь, с другой — появление в редакции недавнего марксиста С. Н. Булгакова, в руках которого оказалась политическая часть журнала. Мережковский и Розанов быстро охладели к изданию, а после того, как Булгаков отклонил статью Гиппиус о Блоке под предлогом «недостаточной значительности тематики стихов» последнего, стало ясно, что роль «мережковцев» в журнале сошла на нет. В декабре 1905 года вышла последняя книжка «Нового пути»; к этому времени Гиппиус уже печаталась, в основном, в брюсовских «Весах» и «Северных цветах».
Закрытие «Нового пути» и события 1905 года значительно изменили жизнь Мережковских: от реального «дела» они окончательно ушли в домашний круг «строителей новой церкви», участником которого был теперь и близкий друг обоих Д. В. Философов; при участии последнего и было сформировано знаменитое «троебратство», совместное существование которого длилось 15 лет. Нередко «внезапные догадки», исходившие из триумвирата, инициировались именно Гиппиус, служившей, как признавали и остальные члены этого союза, генератором новых идей. Она же и была, в сущности, автором идеи о «тройственном устройстве мира», которую Мережковский развивал в течение десятилетий.

#### 1905—1908

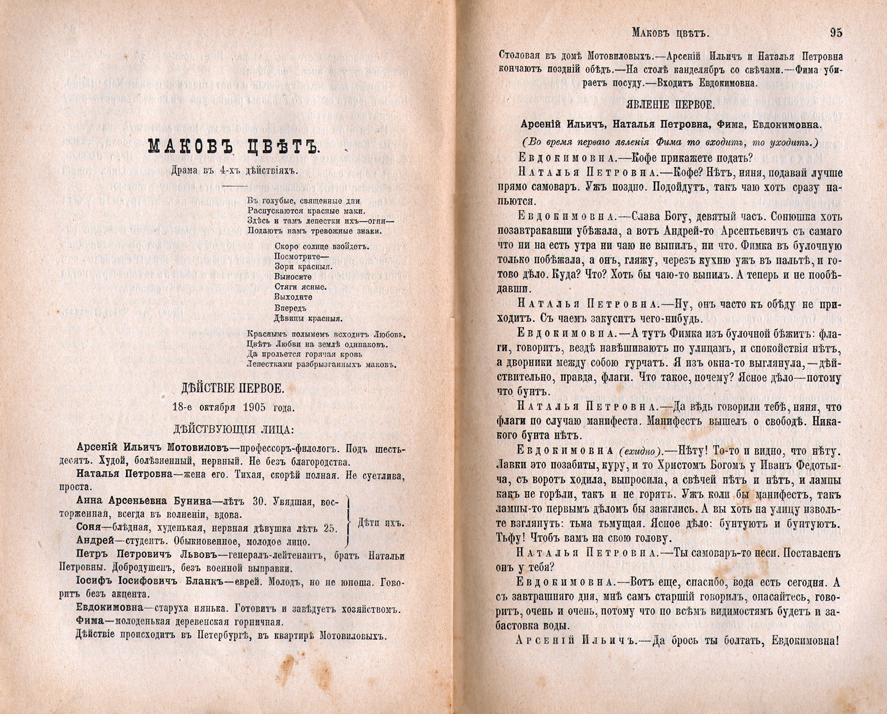
«Маков цвет», совместный труд трёх авторов, «Русская мысль», октябрь 1907 года

События 1905 года стали во многом переломными в жизни и творчестве Зинаиды Гиппиус. Если до этого времени текущие социально-политические вопросы находились практически вне сферы её интересов, то расстрел 9 января явился для неё и Мережковского потрясением. После этого актуальная общественная проблематика, «гражданские мотивы» стали в творчестве Гиппиус, прежде всего, прозаическом, доминирующими. На несколько лет супруги сделались непримиримыми противниками самодержавия, борцами с консервативным государственным устройством России. «Да, самодержавие — от Антихриста», — писала в те дни Гиппиус.

В феврале 1906 года Мережковские покинули Россию и направились в Париж, где в добровольном «изгнании» провели более двух лет. Здесь они выпустили сборник антимонархических статей на французском языке, сблизились со многими революционерами (прежде всего, эсерами), в частности с И. И. Фондаминским и Б. В. Савинковым. Позже Гиппиус писала: 
Говорить об этом нашем, почти трёхлетнем, житье в Париже ... хронологически, — невозможно. Главное, потому, что, благодаря разнообразию наших интересов, нельзя определить, в каком, собственно, обществе мы находились. В один и тот же период мы сталкивались с людьми разных кругов... У нас было три главных интереса: во-первых, католичество и модернизм, во-вторых, европейская политическая жизнь, французы у себя дома. И наконец — серьезная русская политическая эмиграция, революционная и партийная.
В Париже поэтесса начала организовывать «субботы», которые стали посещать старые друзья-писатели (Н. Минский, ушедший из ленинской редакции, К. Д. Бальмонт и др.). В эти парижские годы супруги много работали: Мережковский — над исторической прозой, Гиппиус — над публицистическими статьями и стихами. Увлечение политикой не сказалось на мистических исканиях последней: лозунг создания «религиозной общественности» оставался в силе, предполагая соединение всех радикальных движений для решения задачи обновления России. Супруги не прерывали связей с русскими газетами и журналами, продолжая публиковать в России статьи и книги. Так в 1906 году вышел сборник рассказов Гиппиус «Алый меч», а в 1908 году (также в Петербурге) — написанная во Франции всеми участниками «троеобратства» драма «Маков цвет», героями которой стали участники нового революционного движения.

#### 1908—1916

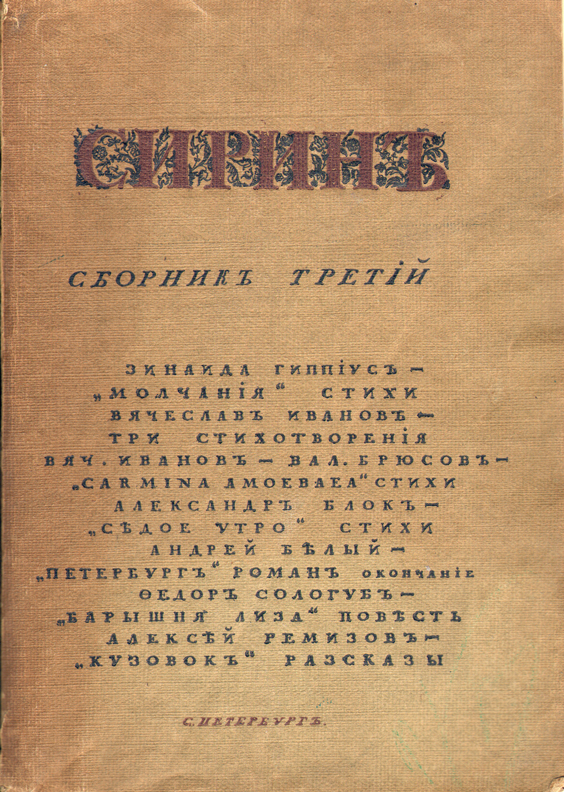
Сборники «Сирин» собрали под своей обложкой цвет русского символизма

В 1908 году супруги вернулись в Россию, и в холодном Петербурге у Гиппиус после трёх лет отсутствия здесь вновь проявились старые болезни. В течение последующих шести лет она и Мережковский неоднократно выезжали за границу лечиться. В последние дни одного такого визита, в 1911 году, Гиппиус купила дешёвую квартиру в Пасси (Rue Colonel Bonnet, 11-bis); это приобретение имело впоследствии для обоих решающее, спасительное значение. С осени 1908 года Мережковские приняли активное участие в возобновлённых в Петербурге Религиозно-философских собраниях, преобразованных в Религиозно-философское общество, однако представителей церкви здесь теперь практически не было, и интеллигенция сама с собой решала многочисленные споры.
В 1910 году вышло «Собрание стихов. Кн. 2. 1903—1909», второй том сборника Зинаиды Гиппиус, во многом созвучный первому. Его основной темой стал «душевный разлад человека, во всём ищущего высшего смысла, божественного оправдания низкого земного существования, но так и не нашедшего достаточных резонов смириться и принять — ни 'тяжесть счастья', ни отречение от него». К этому времени многие стихи и некоторые рассказы Гиппиус были переведены на немецкий и французский языки. За рубежом и в России вышли написанные по-французски (в сотрудничестве с Д. Мережковским и Д. Философовым) книга «Le Tsar et la Révolution» (1909) и статья о русской поэзии в «Mercure de France». К началу 1910-х годов относится последний прозаический сборник Гиппиус «Лунные муравьи» (1912 год), вобравший в себя рассказы, которые сама она считала в своём творчестве лучшими, а также два романа неоконченной трилогии: «Чёртова кукла» (первая часть) и «Роман-царевич» (третья часть), встретившие неприятие левой прессы (которая усмотрела в них «клевету» на революцию) и в целом прохладный приём критики, нашедшей их откровенно тенденциозными, «проблемными».
Начало Первой мировой войны произвело на Мережковских тяжёлое впечатление; они резко выступили против участия в ней России. Изменившаяся жизненная позиция З. Гиппиус проявилась в эти дни необычным образом: она — от лица трёх женщин (используя в качестве псевдонимов имена и фамилии прислуги) — стала писать стилизованные под лубок «простонародные» женские письма солдатам на фронт, иногда вкладывая их в кисеты. Эти стихотворные послания («Лети, лети, подарочек», «На дальнюю сторонушку» и т. п.), не представлявшие художественной ценности, имели, тем не менее, общественный резонанс.
К этому же периоду относится публикация Гиппиус И. Д. Сытиным, который писал А. В. Руманову: «Беда опять страшная. Надо Мережковским писать и написал… но беда с изданием Зинаиды. Ведь это брошенные деньги, надо что-нибудь делать.»

### Гиппиус и революция

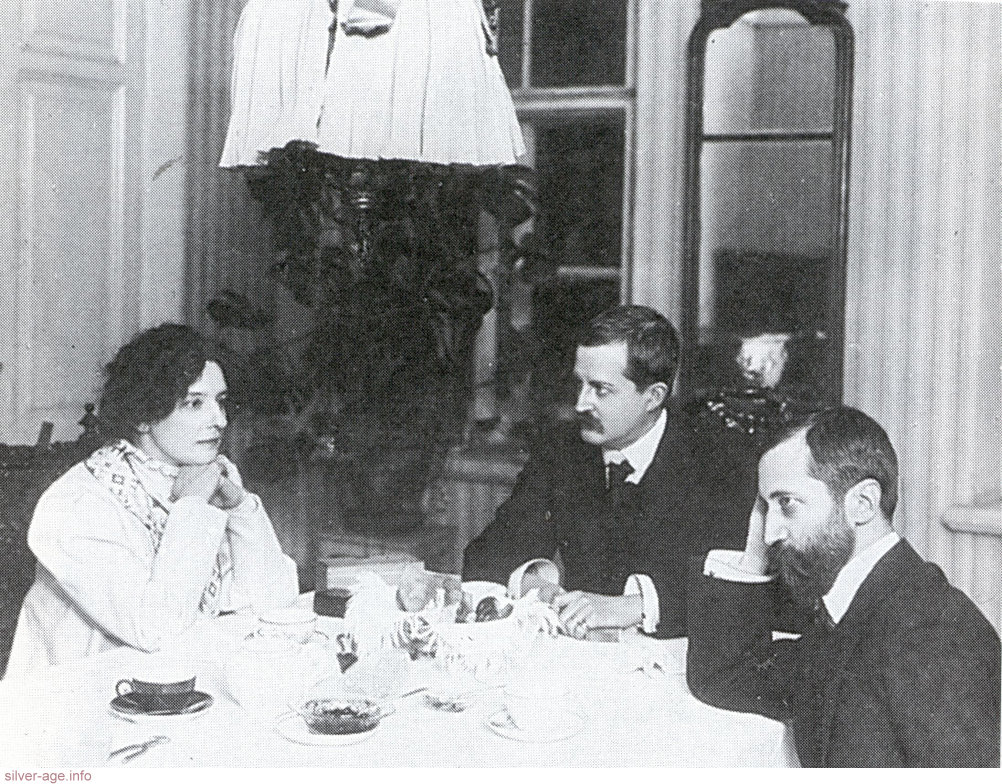
Зинаида Гиппиус в домашней обстановке с Д. Философовым и Д. Мережковским. 1914 год

Конец 1916 года супруги провели в Кисловодске, а в январе 1917 года вернулись в Петроград. Их новая квартира на Сергиевской стала настоящим политическим центром, иногда напоминавшим «филиал» Государственной думы. Мережковские приветствовали Февральскую революцию 1917 года, полагая, что она покончит с войной и реализует идеи свободы, провозглашённые ими в работах, посвящённых Третьему завету, восприняли Временное правительство как «близкое» и установили дружеские отношения с А. Ф. Керенским:414. Однако вскоре их настроение переменилось. Гиппиус писала:
Психология Керенского и всех прочих была грубее, почти на грани физиологии. Грубее и проще. Как для мышей всё делится на них, мышей и на кошек, так для этих «революционеров» одно деление: на них, левых и — на правых. Все Керенские знали (и это уж в кровь вошло), что они «левые», а враг один — «правые». Революция произошла, хотя они её и не делали, — «левые» восторжествовали. Но, как мыши в подвале, где кошки уже нет, продолжают её бояться, продолжали именно «правых» — только их, — бояться левые. Только одну эту опасность они и видели. Между тем её-то как раз и не было в 1917–ом году. Не было фактически! Большевиков они не боялись, ведь это были тоже «левые». Не верили, что «марксисты» устоят у власти, и в чём-то старались им подражать, не замечая: большевики давно у них уже взяли их лозунги для победы и гораздо умнее с ними обращались. И «земля народу», и Учредительное собрание, и всеобщий мир, и республика и всякие свободы...З. Н. Гиппиус. Мемуары. Дм. Мережковский. Он и мы
Октябрьская революция ужаснула Мережковского и Гиппиус: они восприняли её как воцарение «царства Антихриста», торжество «надмирного зла». В дневнике поэтесса писала: «На другой день <после переворота>, чёрный, темный, мы вышли с Д. С. на улицу. Как скользко, студёно, черно… Подушка навалилась — на город? На Россию? Хуже…». В конце 1917 года Гиппиус ещё имела возможность печатать антибольшевистские стихи в сохранившихся газетах. Спустя три дня после вооружённого переворота она напишет своё знаменитое стихотворение под названием «Веселье»:
Блевотина войны — октябрьское веселье!
От этого зловонного вина
Как было омерзительно твоё похмелье,
О бедная, о грешная страна!
Какому дьяволу, какому псу в угоду,
Каким кошмарным обуянный сном,
Народ, безумствуя, убил свою свободу,
И даже не убил — засёк кнутом?
Смеются дьяволы и псы над рабьей свалкой,
Смеются пушки, разевая рты…
И скоро в старый хлев ты будешь загнан палкой,

Народ, не уважающий святынь!
Следующий, 1918 год, прошёл под знаком подавленности. В дневниках Гиппиус писала о голоде («Голодных бунтов нет — люди едва держатся на ногах, не взбунтуешь…» — 23 февраля), о зверствах ЧК («…В Киеве убили 1200 офицеров, у трупов отрубали ноги, унося сапоги. В Ростове убивали детей, кадетов, думая, что это и есть „кадеты“, объявленные вне закона». — 17 марта):
У России не было истории. И то, что сейчас происходит, - не история. Это забудется, как неизвестные зверства неоткрытых племен на необитаемом острове. Канет. Мы здесь живем сами по себе. Кто цел – случайно. На улицах вонь. Повсюду лежат неубранные лошади. Каждый день кого-то расстреливают, «по районным советам…»З. Гиппиус. Дневники

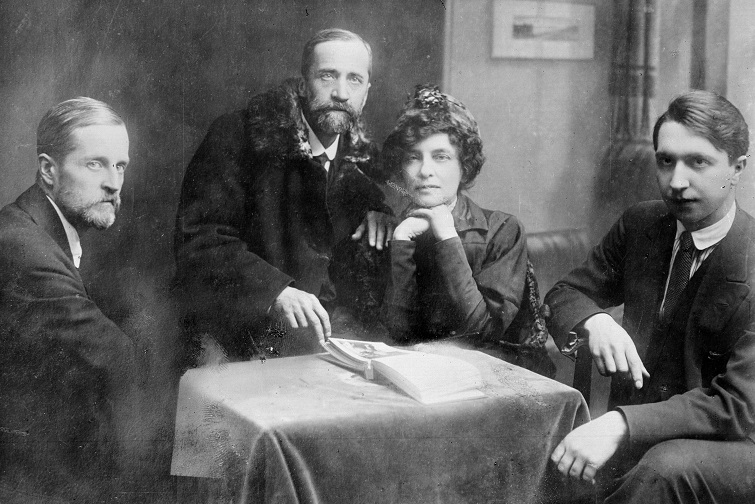
Д. В. Философов, Д. С. Мережковский, З. Н. Гиппиус, В. А. Злобин. Исход из Советской России. Конец 1919 — начало 1920 года

Она не поняла Герберта Уэллса («…Я убедилась в нищенстве его воображения! Оттого он с таким уважением и льнет к большевикам, — хотя ничего не знает, — что чувствует, что в России его перескакали») и, услышав, что в одной из «чрезвычаек» работают женщины (Стасова, Яковлева), решила чуть ли не посочувствовать одному из большевистских вождей: «…Царствует особенная, — упрямая и тупая, — жестокость. Даже Луначарский с ней борется и тщетно: только плачет (буквально, слезами!)»). В октябре Гиппиус писала: «Все в ком была душа, — и это без различия классов и положений, — ходят, как мертвецы. Мы не возмущаемся, не страдаем, не негодуем, не ожидаем… Встречаясь, мы смотрим друг на друга сонными глазами и мало говорим. Душа в той стадии голода (да и тело!), когда уже нет острого мученья, наступает период сонливости». Поэтическим документом времени, отразившим отношение Гиппиус к происходившему в 1917—1918 годах, стал сборник «Последние стихи. 1914—1918» (1918 год).
Зимой 1919 года Мережковские и Философов начали обсуждать варианты бегства. Получив мандат на чтение лекций красноармейцам по истории и мифологии Древнего Египта:296, Мережковский получил разрешение на выезд из города, и 24 декабря четверо (включая В. Злобина, секретаря Гиппиус) со скудным багажом, рукописями и записными книжками — отправились в Гомель (писатель при этом не выпускал из рук книгу с надписью: «Материалы для лекций в красноармейских частях»). Путь был нелёгким: четверым пришлось перенести четырёхсуточный путь в вагоне, «полном красноармейцами, мешочниками и всяким сбродом», ночную высадку в Жлобине в 27-градусный мороз. После непродолжительного пребывания в Польше в 1920 году, разочаровавшись как в политике Ю. Пилсудского по отношению к большевикам, так и в роли Б. Савинкова, приехавшего в Варшаву, чтобы обсудить с Мережковскими новую линию в борьбе с коммунистической Россией, 20 октября 1920 г. Мережковские, расставшись с Философовым, навсегда уехали во Францию.

### Эмиграция
В 1920 году Гиппиус с мужем поселилась в Париже. Сохранив воинствующе резкое неприятие большевизма, супруги остро переживали свою отчуждённость от родины. По её инициативе в Париже было создано общество «Зелёная лампа» (1927—1939), призванное объединить те разнообразные литературные круги эмиграции, которые принимали взгляд на призвание русской культуры за пределами советской России.
Зинаида Гиппиус принесла в эмиграцию не только свою политическую непримиримость и желание «свидетельствовать о правде, говорить, кричать о ней», она принесла с собой петербургскую атмосферу, воздух серебряного века. Новая же действительность, новый человек, как писал часто её встречавший Ю. Терапиано, «в чём-то основном от неё ускользал»[страница не указана 2421 день].
В сентябре 1928 года Мережковские приняли участие в Первом съезде русских писателей-эмигрантов, организованном в Белграде королём Югославии Александром I Карагеоргиевичем, выступили с публичными лекциями, организованными Югославской академией. В 1932 году в фашистской Италии с успехом прошла серия лекций Мережковского о Леонардо да Винчи. Супруги приобрели популярность в стране Муссолини: в сравнении с этим тёплым приёмом атмосфера во Франции, где после убийства белоэмигрантом президента П. Думера усилились антирусские настроения, показалась им невыносимой. По приглашению Б. Муссолини Мережковские переехали в Италию, где провели три года, лишь временами возвращаясь в Париж:424.
Осенью 1938 года Мережковский и Гиппиус выступили с осуждением «Мюнхенского сговора». «Пакт о ненападении», заключённый 23 августа 1939 года между СССР и Германией, Гиппиус назвала «пожаром в сумасшедшем доме»:427. Тогда же, оставаясь верной своим идеям, она объявила о создании бесцензурного сборника «Литературный смотр» (опубликованного год спустя), призванного объединить в себе «произведения всех отверженных другими изданиями писателей». Гиппиус написала для него вводную статью «Опыт свободы», в которой констатировала плачевное состояние как русской прессы, так и положения дел во всей русской эмиграции «младшего поколения».

Вскоре после нападения Германии на СССР Мережковский выступил по германскому радио, в котором призвал к борьбе с большевизмом (обстоятельства этого события вызвали позже споры и разночтения). З. Гиппиус, «узнав об этом радиовыступлении, была не только расстроена, но даже напугана», — первой её реакцией стали слова: «это конец». Она не ошиблась: сотрудничества с Гитлером, заключавшегося лишь в одной этой радиоречи, Мережковскому не простили. Парижская квартира Мережковских была описана за неплатёж, им приходилось экономить на малом. Смерть Дмитрия Сергеевича явилась для Зинаиды Николаевны сильнейшим ударом. На эту утрату наложились и две других: за год до этого стало известно о кончине Философова; в 1942 году умерла её сестра Анна.

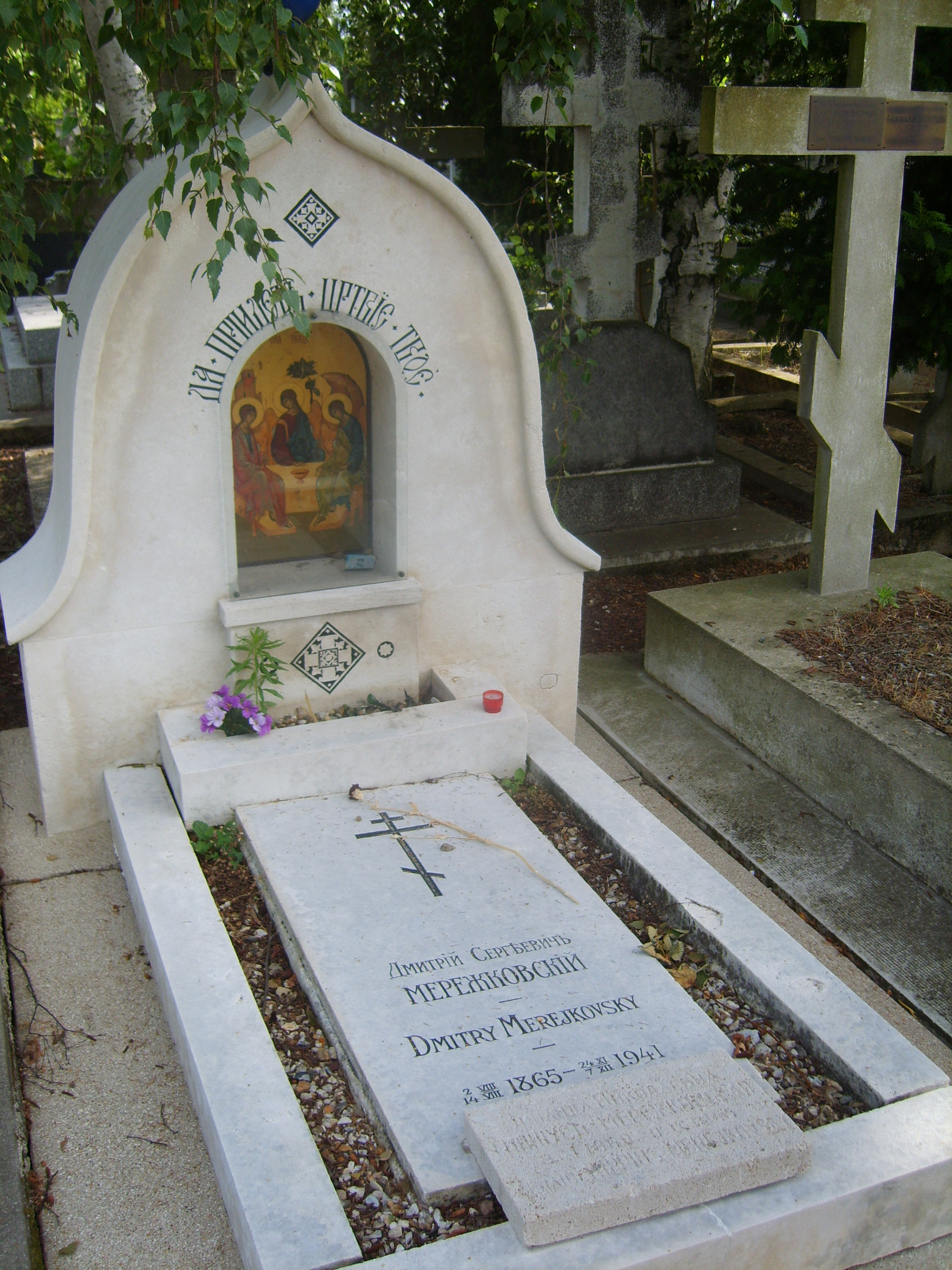
Могила супругов на парижском кладбище Сент-Женевьев-де-Буа

Вдова писателя, подвергшаяся в эмигрантской среде остракизму, посвятила свои последние годы работе над биографией покойного мужа; эта книга осталась неоконченной и была издана в 1951 году. Тэффи вспоминала:

Последние месяцы своей жизни З. Н. много работала, и все по ночам. Она писала о Мережковском. Своим чудесным бисерным почерком исписывала целые тетради, готовила большую книгу. К этой работе она относилась как к долгу перед памятью «Великого Человека», бывшего спутником её жизни. Человека этого она ценила необычайно высоко, что было даже странно в писательнице такого острого, холодного ума и такого иронического отношения к людям. Должно быть, она действительно очень любила его. Конечно, эта ночная работа утомляла её. Когда она чувствовала себя плохо, она никого к себе не допускала, никого не хотела…— Тэффи. Зинаида Гиппиус
В последние годы вернулась к поэзии: взялась за работу над (напоминавшей «Божественную комедию») поэмой «Последний круг» (опубликованной в 1972 году), оставшейся, как и книга «Дмитрий Мережковский», незавершённой. Последней записью в дневнике Гиппиус, сделанной перед самой смертью, была фраза: «Я сто́ю мало. Как Бог мудр и справедлив».
Зинаида Николаевна Гиппиус скончалась в Париже 9 сентября 1945 года. Остававшийся до последнего рядом с ней секретарь В. Злобин свидетельствовал, что в мгновение перед кончиной две слезы стекли по её щекам и на её лице появилось «выражение глубокого счастья». Зинаида Гиппиус была похоронена под одним надгробием с Мережковским на кладбище Сент-Женевьев-де-Буа.
В СССР произведения Гиппиус не издавались вплоть до 1990 года.

## Анализ творчества
Начало литературной деятельности Зинаиды Гиппиус (1889—1892 годы) принято считать этапом «романтически-подражательным»: в её ранних стихотворениях и рассказах критики того времени усматривали влияния Надсона, Рескина, Ницше. После появления программной работы Д. С. Мережковского «О причине упадка и о новых течениях современной русской литературы» (1892), творчество Гиппиус приобрело отчётливо «символистский» характер; более того, впоследствии её стали причислять к числу идеологов нового модернистского движения в русской литературе. В эти годы центральной темой её творчества становится проповедь новых этических ценностей. Как писала она в «Автобиографии», «меня занимало, собственно, не декадентство, а проблема индивидуализма и все относящиеся к ней вопросы». Сборник рассказов 1896 года она полемически озаглавила «Новые люди», подразумевая тем самым изображение характерных идейных устремлений формирующегося литературного поколения, заново переосмысливающего ценности «новых людей» Чернышевского. Её герои кажутся непривычными, одинокими, болезненными, подчёркнуто непонятыми. Они декларируют новые ценности: «Я бы не хотела доживать совсем»; «А болезнь — это хорошо… Надо ведь умирать от чего-нибудь», рассказ «Мисс Май», 1895. В рассказе «Среди мёртвых» показана необыкновенная любовь героини к умершему художнику, чью могилу она окружила заботой и на которой, в конце концов, замерзает, соединившись, таким образом, в своём неземном чувстве со своим возлюбленным:121-122.
Впрочем, обнаруживая среди героев первых прозаических сборников Гиппиус людей «символистского типа», занимавшихся поиском «новой красоты» и путей духовного преображения человека, критики замечали и отчётливые следы влияния Достоевского (не утраченные с годами: в частности, «Роман-царевич» 1912 года сравнивался с «Бесами»). В рассказе «Зеркала» (одноимённый сборник 1898 года) герои имеют своих прототипов среди персонажей произведений Достоевского. Главная героиня повествует, как она «всё хотела сделать что-нибудь великое, но такое… беспримерное. А потом вижу, что не могу — и думаю: дай что-нибудь дурное сделаю, но очень, очень дурное, до дна дурное…», «Знайте, что обижать ничуть не плохо». Но её герои унаследовали проблематику не только Достоевского, но и Мережковского. («Мы для новой красоты//Нарушаем все законы,//Преступаем все черты…»). В новелле «Златоцвет» (1896) рассматривается убийство по «идейным» мотивам во имя полного освобождения героя: «Она должна умереть… С ней умрёт всё — и он, Звягин, будет свободен от любви, и от ненависти, и от всех мыслей о ней». Размышления об убийстве перемежаются спорами о красоте, свободе личности, об Оскаре Уайльде и т. д. Гиппиус не копировала слепо, а заново переосмысливала русскую классику, помещая своих героев в атмосферу произведений Достоевского. Этот процесс имел большое значение для истории русского символизма в целом:122-123.

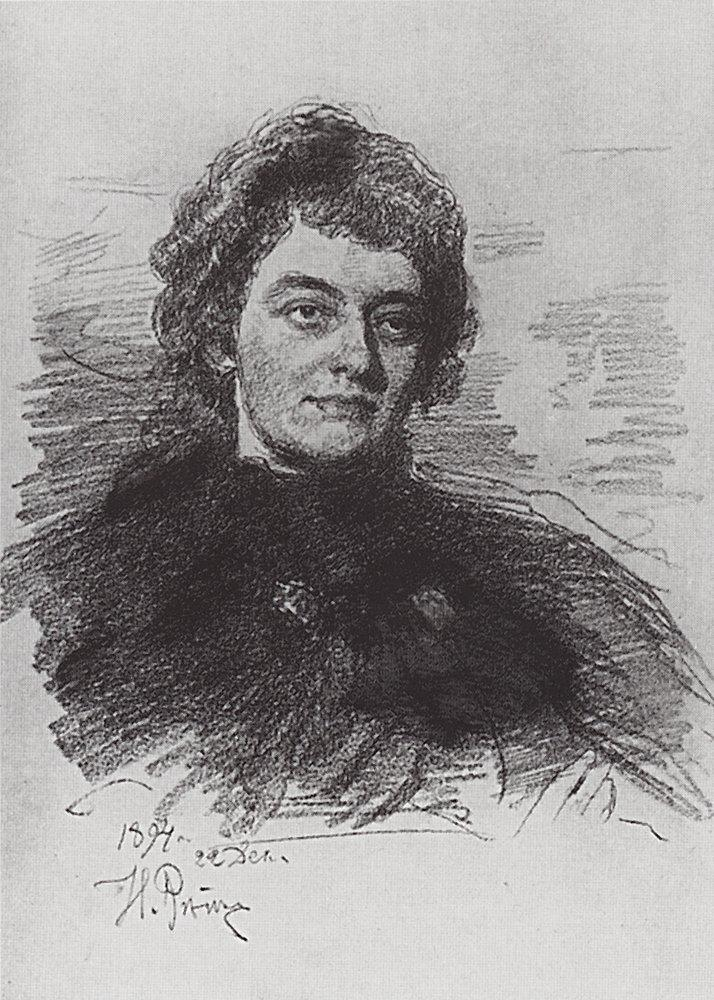
Гиппиус на рисунке И. Репина, 1894 год

Основными мотивами ранней поэзии Гиппиус критики начала XX века считали «проклятия скучной реальности», «прославление мира фантазии», поиск «новой нездешней красоты». Характерный для символистской литературы конфликт между болезненным ощущением внутричеловеческой разобщенности и, одновременно, стремлением к одиночеству присутствовал и в раннем творчестве Гиппиус, отмеченном характерным этическим и эстетическим максимализмом. Подлинная поэзия, считала Гиппиус, сводится к «тройной бездонности» мира, трём темам — «о человеке, любви и смерти». Поэтесса мечтала о «примирении любви и вечности», но объединяющую роль отводила смерти, которая только и может спасти любовь от всего преходящего. Подобного рода раздумья на «вечные темы», определившие тональность многих стихов Гиппиус 1900 годов, господствовали и в двух первых книгах рассказов Гиппиус, основными темами которых были — «утверждение истинности лишь интуитивного начала жизни, красоты во всех её проявлениях и противоречиях и лжи во имя некоей высокой истины».
«Третья книга рассказов» (1902) Гиппиус вызвала существенный резонанс; критика в связи с этим сборником заговорила о «болезненной странности» автора, «мистическом тумане», «головном мистицизме», концепции метафизики любви «на фоне духовных сумерек людей… ещё не способных её осознать». Формула «любви и страдания» по Гиппиус (согласно «Энциклопедии Кирилла и Мефодия») соотносится со «Смыслом любви» В. С. Соловьёва и несёт в себе основную идею: любить не для себя, не для счастья и «присвоения», а для обретения в «Я» бесконечности. Императивы: «выразить и отдать всю душу», идти до конца в любом опыте, в том числе в экспериментировании с собой и людьми, — считались основными её жизненными установками.
Заметным событием в литературной жизни России начала XX века стал выход первого сборника стихотворений З. Гиппиус в 1904 году. Критика отметила здесь «мотивы трагической замкнутости, отрешённости от мира, волевого самоутверждения личности». Единомышленники отмечали и особую манеру «поэтического письма, недоговоренности, иносказания, намека, умолчания», манеру играть «певучие аккорды отвлеченности на немом пианино», — как назвал это И. Анненский. Последний считал, что «ни один мужчина никогда не посмел бы одеть абстракции таким очарованием», и что в этой книге наилучшим образом воплотилась «вся пятнадцатилетняя история… лирического модернизма» в России. Существенное место в поэзии Гиппиус заняла тема «усилий по сотворению и сохранению души», со всеми неотделимыми от них «дьявольскими» искусами и соблазнами; многими была отмечена откровенность, с которой поэтесса рассказывала о своих внутренних конфликтах. Выдающимся мастером стиха считали её В. Я. Брюсов и И. Ф. Анненский, восхищавшиеся виртуозностью формы, ритмическим богатством и «певучей отвлечённостью» лирики Гиппиус конца 1890-х — 1900-х годов.
Некоторые исследователи считали, что творчество Гиппиус отличает «характерная неженственность»; в её стихах «всё крупно, сильно, без частностей и мелочей. Живая, острая мысль, переплетенная со сложными эмоциями, вырывается из стихов в поисках духовной целостности и обретения гармонического идеала». Другие предостерегали от однозначных оценок: «Когда задумываешься, где у Гиппиус сокровенное, где необходимый стержень, вкруг которого обрастает творчество, где — 'лицо', то чувствуешь: у этого поэта, может быть, как ни у кого другого, нет единого лица, а есть — множество…», — писал Р. Гуль. И. А. Бунин, подразумевая стилистику Гиппиус, не признающую открытой эмоциональности и часто построенную на использовании оксюморонов, называл её поэзию «электрическими стихами», В. Ф. Ходасевич, рецензируя «Сияния», писал о «своеобразном внутреннем борении поэтической души с непоэтическим умом».
«Новый энциклопедический словарь» отмечал, что, как поэт, Гиппиус… «занимает в русской литературе совершенно самостоятельное место»; её сравнительно немногочисленные произведения «почти все… глубоко содержательны, а по форме безукоризненны и интересны»:

…Техника стиха доведена у Гиппиус до виртуозности. Ей одинаково удаются как смелые новшества в стихосложении, так и привычные размеры, которым она умеет придать неожиданную новизну и своеобразное очарование. Всего ближе поэзия Гиппиус подходит к поэзии Баратынского; муза Гиппиус так же поражает читателя «лица необщим выраженьем»…

Сборник рассказов Гиппиус «Алый меч» (1906) высветил «метафизику автора уже в свете неохристианской тематики»; при этом богочеловеческое в состоявшейся человеческой личности здесь утверждалось как данность, грех само- и богоотступничества считался единым. Сборник «Чёрное по белому» (1908), вобравший в себя прозаические произведения 1903—1906 годов, был выдержан в «касательной, туманно-импрессионистической манере» и исследовал темы достоинства личности («На веревках»), любви и пола («Влюблённые», «Вечная „женскость“», «Двое-один»); в рассказе «Иван Иванович и черт» вновь были отмечены влияния Достоевского.
В 1900-х годах Гиппиус заявила о себе и как драматург: пьеса «Святая кровь» (1900) вошла в третью книгу рассказов. Созданная в соавторстве с Д. Мережковским и Д. Философовым пьеса «Маков цвет» вышла в 1908 году и явилась откликом на революционные события 1905—1907 годов. Самым удачным драматическим произведением Гиппиус считается «Зелёное кольцо» (1916); пьеса, посвящённая людям «завтрашнего дня», была поставлена Вс. Э. Мейерхольдом в Александринском театре.
Важное место в творчестве З. Гиппиус занимали критические статьи, публиковавшиеся сначала в «Новом пути», затем в «Весах» и «Русской мысли» (в основном, под псевдонимом Антон Крайний). Впрочем, её суждения отличались (согласно «Новому энциклопедическому словарю») как «большою вдумчивостью», так и «крайнею резкостью и порою недостатком беспристрастия». Разойдясь с авторами журнала «Мир искусства» С. П. Дягилевым и А. Н. Бенуа на религиозной почве, Гиппиус писала: "…жить среди их красоты страшно. В ней «нет места для… Бога», веры, смерти; это искусство «для „здесь“», искусство позитивистское". А. П. Чехов в оценке критика — писатель «охлаждения сердца ко всему живому», и те, кого Чехов сможет увлечь, «пойдут давиться, стреляться и топиться». По её мнению («Mercure de France»), Максим Горький «посредственный социалист и отживший художник». Константина Бальмонта, публиковавшего свои стихи в демократическом «Журнале для всех», критик порицала следующим образом: «В этом литературном „омнибусе“ … даже г. Бальмонт, после некоторого стихотворного колебания, решает быть „как все“» («Новый путь», 1903, № 2), что не помешало ей также помещать свои стихи в этом журнале. В рецензии на сборник А. Блока «Стихи о Прекрасной Даме» с эпиграфом «Без Божества, без вдохновенья» Гиппиус понравились лишь некоторые подражания Владимиру Соловьёву. В целом же сборник был оценен как туманный и безверный «мистико-эстетический романтизм». По мнению критика, там, где «без Дамы», стихи Блока «нехудожественны, неудачны», в них сквозит «русалочий холод» и т. д.:140, 216:330:90
В 1910 году вышел второй сборник стихов Гиппиус «Собрание стихов. Кн. 2. 1903—1909», во многом созвучный первому; его основной темой стал «душевный разлад человека, во всём ищущего высшего смысла, божественного оправдания низкого земного существования…». Два романа неоконченной трилогии, «Чёртова кукла» («Русская мысль», 1911, № 1—3) и «Роман-царевич» («Русская мысль», 1912, № 9—12), призваны были «обнажить вечные, глубокие корни реакции в общественной жизни», собрать «черты душевной мертвенности в одном человеке», но встретили неприятие критики, отметившей тенденциозность и «слабое художественное воплощение». В частности, в первом романе были даны шаржированные портреты А. Блока и Вяч. Иванова, а главному герою противостояли «просветлённые лики» участников триумвирата Мережковских и Философова. Другой роман был целиком посвящён вопросам богоискательства и был, по оценке Р. В. Иванова-Разумника, «нудным и тягучим продолжением никому не нужной „Чёртовой куклы“»:42. После их публикации «Новый энциклопедический словарь» писал: 

Гиппиус оригинальнее как автор стихов, чем как автор рассказов и повестей. Всегда внимательно обдуманные, часто ставящие интересные вопросы, не лишенные меткой наблюдательности, рассказы и повести Гиппиус в то же время несколько надуманы, чужды свежести вдохновения, не показывают настоящего знания жизни. Герои Гиппиус говорят интересные слова, попадают в сложные коллизии, но не живут перед читателем; большинство их — только олицетворение отвлечённых идей, а некоторые — не более, как искусно сработанные марионетки, приводимые в движение рукою автора, а не силой своих внутренних психологических переживаний. — «Новый энциклопедический словарь» о З. Н. Гиппиус

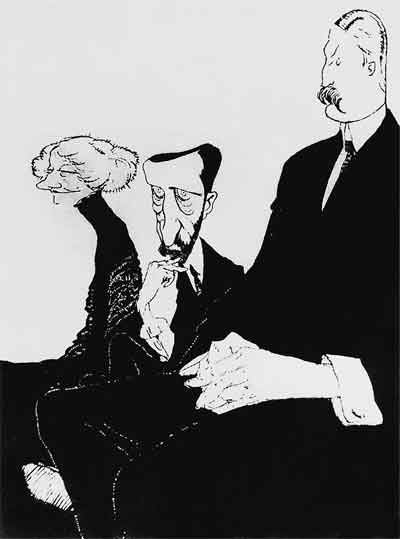
Ре-Ми. Шарж на З. Гиппиус, Д. Мережковского и Д. Философова. Петербург. 1908—1913

Ненависть к Октябрьской революции заставила Гиппиус порвать с теми из бывших друзей, кто принял её, — с Блоком, Брюсовым, Белым. История этого разрыва и реконструкция идейных коллизий, которые привели к октябрьским событиям, сделавшими неизбежной конфронтацию былых союзников по литературе, составила суть мемуарного цикла Гиппиус «Живые лица» (1925). Революция (наперекор Блоку, увидевшему в ней взрыв стихий и очистительный ураган) была описана ею как «тягучее удушье» однообразных дней, «скука потрясающая» и вместе с тем, «чудовищность», вызывавшая одно желание: «ослепнуть и оглохнуть». В корне происходившего Гиппиус усматривала некое «Громадное Безумие» и считала крайне важным сохранить позицию «здравого ума и твердой памяти».
Сборник «Последние стихи. 1914—1918» (1918) подвёл черту под активным поэтическим творчеством Гиппиус, хотя за границей вышли ещё два её поэтических сборника: «Стихи. Дневник 1911—1921» (Берлин, 1922) и «Сияния» (Париж, 1939). В произведениях 1920-х годов преобладала эсхатологическая нота («Россия погибла безвозвратно, наступает царство Антихриста, на развалинах рухнувшей культуры бушует озверение», — согласно энциклопедии «Кругосвет»). В качестве авторской хроники «телесного и духовного умирания старого мира» Гиппиус оставила дневники, воспринимавшиеся ею как уникальный литературный жанр, позволяющий запечатлеть «само течение жизни», зафиксировать «исчезнувшие из памяти мелочи», по которым потомки смогли бы восстановить достоверную картину трагического события.
Художественное творчество Гиппиус в годы эмиграции (согласно энциклопедии «Кругосвет») «начинает затухать, она все больше проникается убеждением, что поэт не в состоянии работать вдали от России»: в её душе воцаряется «тяжелый холод», она мертва, как «убитый ястреб». Эта метафора становится ключевой в последнем сборнике Гиппиус «Сияния» (1938), где преобладают мотивы одиночества и все увидено взглядом «идущего мимо» (заглавие важных для поздней Гиппиус стихов, напечатанных в 1924). Попытки примирения с миром перед лицом близкого прощания с ним сменяются декларациями непримиренности с насилием и злом.
Согласно «Литературной энциклопедии» (1929—1939), зарубежное творчество Гиппиус «лишено всякой художественной и общественной ценности, если не считать того, что оно ярко характеризует ‘звериный лик’ эмигрантщины». Иную оценку творчеству поэтессы даёт В. С. Фёдоров:

Творчество Гиппиус при всём своём внутреннем драматизме и антиномичной полярности, при напряжённо-страстном стремлении к недостижимому всегда являло собой не только «изменение без измены», но и несло в себе освобождающий свет надежды, огненную, неистребимую веру-любовь в запредельную правду конечной гармонии человеческой жизни и бытия. Уже живя в эмиграции, о своей «зазвёздной стране» надежды с афористическим блеском поэтесса писала: Увы, разделены они / Безвременность и Человечность./ Но будет день: совьются дни / в одну трепещущую вечность.— Фёдоров В. С. Гиппиус З. Н. Русская литература XX века: писатели, поэты, драматурги

## Семья
Её родители Николай Романович Гиппиус и Анастасия Васильевна Степанова поженились в 1869 году. Известно, что предки отца эмигрировали из Мекленбурга в Русское государство в XVI веке; первый из них, Адольфус фон Гингст, изменивший фамилию на «фон Гиппиус» (нем. von Hippius), поселившись в Москве, в Немецкой слободе открыл в 1534 году первый в России книжный магазин.
Зинаида была старшей из четырёх дочерей. В 1872 году у Гиппиусов родилась Ася (Анна Николаевна, 1872—1942), ставшая впоследствии врачом. С 1919 года она жила в эмиграции, где публиковала работы на историко-религиозные темы («Святой Тихон Задонский», 1927). Две других сестры — Татьяна Николаевна (1877—1957), художница, написавшая, в частности, портрет А. Блока (1906), и скульптор Наталия Николаевна (1880—1963) — остались в Советской России, где подверглись аресту и ссылке; после освобождения из германского концлагеря они работали в Новгородском художественном музее реставрации.

### Личная жизнь
Летом 1888 года восемнадцатилетняя Зинаида Гиппиус познакомилась в Боржоми с двадцатидвухлетним поэтом Д. С. Мережковским, только что выпустившим в свет свою первую книгу стихов и путешествовавшим по Кавказу. За несколько дней до встречи один из поклонников Гиппиус продемонстрировал Мережковскому фотопортрет девушки. «Какая рожа!» — будто воскликнул Мережковский (если верить воспоминаниям В. Злобина):68. При этом и Гиппиус имя Мережковского было уже знакомо. «…Мне помнится петербургский журнал, старый, прошлогодний… Там, среди дифирамбов Надсону, упоминалось о другом поэте и друге Надсона — Мережковском. Приводилось даже какое-то его стихотворение, которое мне не понравилось. Но неизвестно почему — имя запомнилось», — писала Гиппиус, имея в виду стихотворение «Будда» («Бодисатва») в первом номере «Вестника Европы» за 1887 год:68.

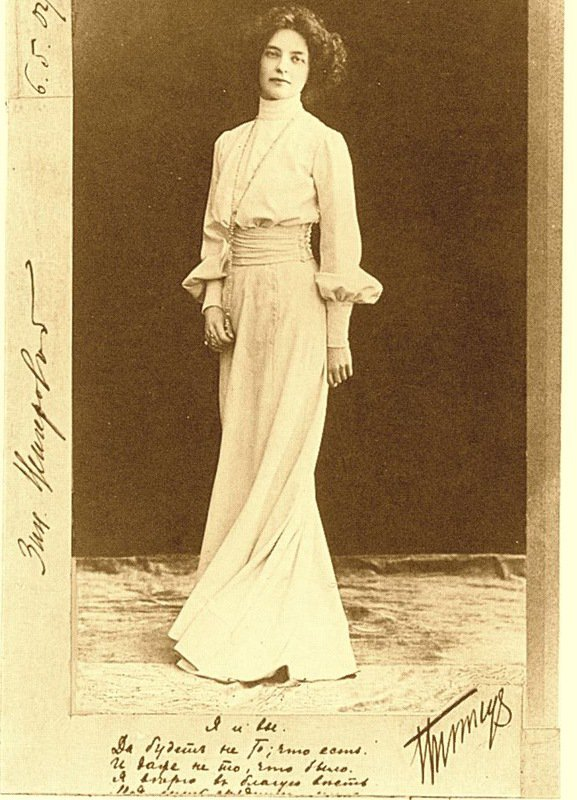
Гиппиус — о первой встрече: «Я увидела мою мать и рядом с ней — худенького молодого человека небольшого роста с каштановой бородкой. Он что-то живо говорил маме, она улыбалась. Я поняла, что это Мережковский. ‹…› …Я встретила его довольно сухо, и мы с первого раза стали… ну, не ссориться, а что-то вроде. Мне стихи его казались гораздо хуже надсоновских, что я ему не преминула высказать… Однако после первой встречи мы стали встречаться ежедневно, в парке, на музыке и у Якобсона… Но почти всегда разговор наш выливался в спор»

Новый знакомый, как вспоминала впоследствии Гиппиус, отличался от остальных её почитателей серьёзностью и молчаливостью. Все биографические источники отмечают немедленно возникшее между ними взаимное ощущение идеальной «интеллектуальной совместимости». В своей новой знакомой Мережковский тут же обрёл единомышленника, «понимающего с полуслова то, в чём даже он и сам не был до конца уверен», для Гиппиус (согласно Ю. Зобнину) явление Мережковского имело «онегинский» характер; до того все её «романы» кончались горестной записью в дневнике: «Я в него влюблена, но ведь я же вижу, что он дурак»:74. Перед ним, вспоминала Гиппиус, «все мои гимназисты… совсем поглупели».
8 января 1889 года в Тифлисе Гиппиус была обвенчана с Мережковским. Свадьба прошла очень просто, без свидетелей, цветов и венчального наряда, в присутствии родных и двух шаферов. После венчания Зинаида Николаевна отправилась к себе домой, Дмитрий Сергеевич — в гостиницу. Утром мать разбудила невесту криком: «Вставай! Ты ещё спишь, а уж муж пришёл!». Только тут Зинаида вспомнила, что вчера вышла замуж. Молодожёны буднично встретились в гостиной за чаем, а ближе к вечеру выехали в дилижансе в Москву, откуда вновь направились на Кавказ по Военно-Грузинской дороге. По окончании этого краткого свадебного путешествия они вернулись в столицу — сначала в маленькую, но уютную квартиру на Верейской улице, 12, снятую и обставленную молодым мужем:83, а в конце 1889 года — в квартиру в доходном доме Мурузи, которую сняла для них, предложив в качестве свадебного подарка, мать Дмитрия Сергеевича. Союз с Д. С. Мережковским «дал смысл и мощный стимул всей… исподволь совершавшейся внутренней деятельности» начинающей поэтессе, вскоре позволив «вырваться на огромные интеллектуальные просторы». Отмечалось, что этот супружеский союз сыграл важнейшую роль в развитии и становлении литературы «серебряного века».
Широко известно утверждение Гиппиус о том, что супруги прожили вместе 52 года, «… не разлучаясь ни на один день». Однако, тот факт, что они были «созданы друг для друга», не следует понимать (как уточнял В. Злобин) «в романтическом смысле». Современники утверждали, что их семейный союз был в первую очередь союзом духовным и никогда не был по-настоящему супружеским. При том, что «телесную сторону брака отрицали оба», у обоих (как отмечает В. Вульф) «случались увлечения, влюбленности (в том числе и однополые)». Принято считать, что Гиппиус «нравилось очаровывать мужчин и нравилось быть очарованной»; более того, ходили слухи, что Гиппиус специально «влюбляла в себя женатых мужчин» для того, чтобы получить от них в доказательство страсти обручальные кольца, из которых потом делала ожерелье. В действительности, однако, как отмечал Ю. Зобнин, «дело… всегда ограничивалось изящным и очень литературным флиртом, обильными эпистолярными циклами и фирменными шуточками Зинаиды Николаевны»:139, за склонностью к романтическим увлечениям которой скрывалась прежде всего разочарованность семейной будничностью: после салонных успехов ей «…стало казаться оскорбительным ровное, лишенное романтических аффектов чувство Мережковского»:74.
Известно, что в 1890-х годах у Гиппиус был и «одновременный роман» — с Н. Минским и драматургом и прозаиком Ф. Червинским, университетским знакомым Мережковского. Минский страстно любил Гиппиус, она, как сама признавалась, — была влюблена «в себя через него». В письме 1894 года она признавалась Минскому:
Я загораюсь, я умираю от счастья при одной мысли о возможности… любви, полной отречения, жертв, боли, чистоты и беспредельной преданности… О, как я любила бы героя, того, кто понял бы меня до дна и поверил бы в меня, как верят в пророков и святых, кто сам захотел бы этого, всего того, что я хочу… Вы знаете, что в моей жизни есть серьезные, крепкие привязанности, дорогие мне, как здоровье. Я люблю Д. С. — вы лучше других знаете как, — без него я не могла бы жить двух дней, он необходим мне, как воздух… Но это — не все. Есть огонь, доступный мне и необходимый для моего сердца, пламенная вера в другую человеческую душу, близкую мне, — потому что она близка чистой красоте, чистой любви, чистой жизни — всему, чему я навеки отдала себя:85.
Роман Гиппиус с критиком Акимом Волынским (Флексером) приобрел скандальный оттенок после того, как тот стал устраивать возлюбленной сцены ревности, а получив от неё «отставку», начал мстить Мережковскому, используя «служебное положение» в «Северном вестнике». Скандал стал обсуждаться в литературных кругах Петербурга, последовал ряд отвратительных инцидентов (при участии, например, Минского, начавшего распространять о своей недавней возлюбленной сплетни, и его протеже поэта И. Коневского-Ореуса, принявшегося писать на поэтессу поэтические пасквили). Всё это произвело на Гиппиус тягостное впечатление и послужило причиной ухудшения её здоровья. «Легче скорей умереть, чем тут задыхаться от зловония, от того, что идет от людей, окружает меня. <…> Я совершенно твёрдо решила отныне и до века не впустить в свою жизнь не только что-нибудь похожее на любовь, но даже флирта самого обычного»:144, — писала она в 1897 году. Тогда же, в письме З. А. Венгеровой Гиппиус жаловалась: «Подумайте только: и Флексер, и Минский, как бы и другие, не считают меня за человека, а только за женщину, доводят до разрыва потому, что я не хочу смотреть на них, как на мужчин, — и не нуждаются, конечно, во мне с умственной стороны столько, сколько я в них… Прихожу к печальному заключению, что я больше женщина, чем я думала, и больше дура, чем думают другие»:86. А. Л. Волынский, между тем, сохранил о тех годах самые светлые воспоминания. По прошествии многих лет он писал: «Знакомство моё с Гиппиус… заняло несколько лет, наполнив их большой поэзией и великой для меня отрадой… Вообще Гиппиус была поэтессой не только по профессии. Она сама была поэтична насквозь»:140.
О возможной бисексуальности Гиппиус упоминал Игорь Кон; в частности, в конце 1890-х — начале 1900-х годов она имела роман с английской баронессой Елизаветой фон Овербек, которая сотрудничала с Мережковским как композитор, написав музыку к переведённым им трагедиям Еврипида и Софокла. Гиппиус посвятила несколько стихотворений баронессе, открыто признавалась в своей влюблённости и находилась с подругой в отношениях, которые «современники называли и чисто деловыми, и откровенно любовными». Многие отмечали при этом, что увлечения Гиппиус совершенно не обязательно подразумевали физическую близость; напротив (как отмечал В. Вульф), даже в Акиме Волынском «её пленило то, что он, подобно ей, собирался сохранить свою 'телесную чистоту'».

#### З. Гиппиус и Дм. Философов

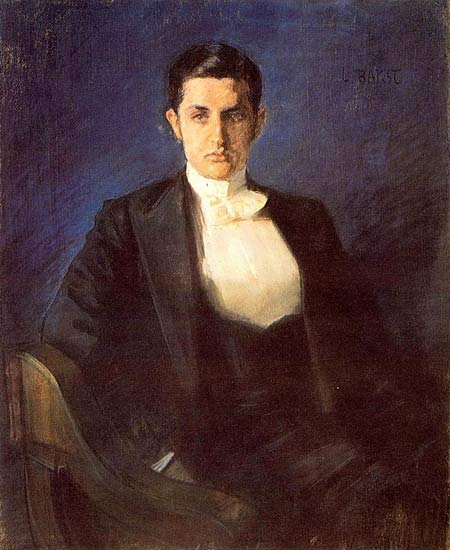
Дмитрий Философов

В апреле 1892 года на вилле профессора Максима Ковалевского Мережковские встретились со студентом Петербургского университета Дмитрием Философовым. Гиппиус обратила внимание на то, что «молодой человек был замечательно красив», но тут же забыла об этом. Десять лет спустя Философов стал её близким другом, к которому до конца жизни она сохранила самые глубокие чувства:200.

Впоследствии не раз утверждалось, что эти двое не могли иметь физической близости из-за гомосексуальности последнего, что тот «отверг её притязания». В переписке, однако, раскрывается более сложная картина их взаимоотношений. Как отмечал Ю. Зобнин, «…Философов тяготился возникшей ситуацией. Его мучила совесть, он чувствовал крайнюю неловкость перед Мережковским, к которому испытывал самое дружеское расположение и считал своим наставником»:84.
В одном из характерно откровенных посланий он писал:
Зина, пойми, прав я или не прав, сознателен или несознателен, и т. д. и т. д., следующий факт, именно факт остаётся, с которым я не могу справиться: мне физически отвратительны воспоминания о наших сближениях. И тут вовсе не аскетизм, или грех, или вечный позор пола. Тут вне всего этого, нечто абсолютно иррациональное, нечто специфическое. ‹…› При страшном устремлении к тебе всем духом, всем существом своим, у меня выросла какая-то ненависть к твоей плоти, коренящаяся в чем-то физиологическом. Это доходит до болезненности.
«Я омрачила тебя, себя омрачила, отраженно — Дмитрия, но не прошу у вас прощенья, а только нужно, чтобы я же этот мрак сняла, если то мне позволят силы и правда», — отвечала ему Гиппиус. Предложив увидеть в случившемся «падении» «обязательное искушение», «провиденциальное испытание», посланное всем троим для того, чтобы они организовали свои отношения на «высших, духовных и нравственных основаниях», именно Гиппиус (как пишет биограф Д. Мережковского) сумела придать «бытовой семейной истории высокий смысл» религиозного перехода к новому «…состоянию жизни, завершающему человеческую историю», связанному с преображением плоти и переходом от «любви» к «сверхлюбви», наполнив феномен «троебратства» религиозным смыслом:200.

Многочисленные увлечения Гиппиус, даже при том, что в большинстве своём они носили платонический характер, привели к тому, что между супругами, сохранявшими и укреплявшими с годами духовную и интеллектуальную близость, возникло физическое отчуждение и (со стороны Мережковского) даже холодность. Гиппиус писала Д. Философову в 1905 году: 
Знаешь ли ты, или сможешь ли себе ясно представить, что такое холодный человек, холодный дух, холодная душа, холодное тело – всё холодное, всё существо сразу? Это не смерть, потому что рядом, в человеке же живет ощущение этого холода, его 'ожог' – иначе сказать не могу. <...> Дмитрий таков есть, что не видит чужой души, он ею не интересуется… Он и своей душой не интересуется. Он – 'один' без страдания, естественно, природно один, он и не понимает, что тут мука может быть…:86
При этом то, что Ю. Зобнин называет «вечной враждой» супругов, по его же словам, «нисколько не отменяло взаимную любовь несомненную, а у Гиппиус — доходящую до исступления». Мережковский (в письме В. В. Розанову 14 октября 1899 года) признавался: «Зинаида Николаевна… не другой человек, а я в другом теле». «Мы — одно существо», — постоянно объясняла знакомым и Гиппиус.
В. А. Злобин обрисовывал ситуацию следующей метафорой: «Если представить себе Мережковского как некое высокое древо с уходящими за облака ветвями, то корни этого древа — она. И чем глубже в землю врастают корни, тем выше в небо простираются ветви. И вот некоторые из них уже как бы касаются рая. Но что она в аду — не подозревает никто»:88.

## Адреса в Петербурге-Петрограде
После брака с Мережковским проживала в д. 40 по Бассейной ул..

## Сочинения

### Поэзия
- «Собрание стихотворений». Книга первая. 1889—1903. Книгоиздательство «Скорпион», М., 1904.
- «Собрание стихотворений». Книга вторая. 1903—1909. Книгоиздательство «Мусагет», М., 1910.
- «Последние стихи» (1914—1918), издание «Наука и школа», Петербург, 66 сс., 1918.
- «Стихи. Дневник 1911—1921». Берлин. 1922.
- «Сияния», серия «Русские поэты», выпуск второй, 200 экз. Париж, 1938.

### Проза
- «Новые люди». Первая книга рассказов. СПб, 1-е издание 1896; второе издание 1907.
- «Зеркала». Вторая книга рассказов. СПб, 1898.
- «Третья книга рассказов», СПб, 1901.
- «Алый меч». Четвёртая книга рассказов. СПб, 1907.
- «Чёрное по белому». Пятая книга рассказов. СПб, 1908.
- «Лунные муравьи». Шестая книга рассказов. Издательство «Альциона». М., 1912.
- «Чёртова кукла». Роман. Изд. «Московское книгоиздательство». М. 1911.
- «Роман-царевич». Роман. Изд. «Московское книгоиздательство». М. 1913. — 280 с.
- «Небесные слова и другие рассказы». Изд. «Русская земля». Париж. 1921. — 342 с.

### Драматургия
- «Зелёное кольцо». Пьеса. Изд. «Огни», Петроград, 1916.

### Критика и публицистика
- «Литературный дневник». Критические статьи. СПб, 1908.
- «Синяя Книга. Петербургские дневники 1914—1918». — Белград, 1929—234 с.
- «Зинаида Гиппиус. Петербургские дневники 1914—1919». Нью-Йорк — Москва, 1990.
- Зинаида Гиппиус. Дневники

### Современные издания (1990—)
Выборочно:
- Пьесы. Л., 1990
- Последние стихи. 1914—1918. — [Предислов. Т. Е. Загвоздкина; коммент. С. И. Тютюнник; худож. О. М. Константинов]. — М.: Прометей (МГПИ им. В. И. Ленина), 1990. — 64 с.; 25 000 экз. ISBN 5-7042-0084-2 (Литературный архив 1917—1929)
- Живые лица, тт. 1-2. — [Состав. предислов. и коммент. Е. Я. Курганова.] — Тбилиси: Мерани, 1991.
  - Том I. — Стихи, дневники. — 1991. — 399 с.; 100 000 экз.
  - Том II. — Воспоминания. — 1991. — 384 с.; 100 000 экз.
- Сочинения. Ленинградское отд. Худож. лит. 1991 г.
- Стихотворения. СПб., 1999.
- Зинаида Гиппиус: Проза. — М.: Вагриус, 2000. — 270 с.; ISBN 5-264-00303-3 (Проза поэта)
- Сочинения в 2 томах. — М.: Лаком-кн., 2001-____. ISBN 5-85647-056-5 (Золотая проза Серебряного века / Программа сер. и общ. ред. А. Н. Николюкина)
- Ничего не боюсь. — М.: Вагриус, 2004. — 556 с., ил., портр.; ISBN 5-475-00091-3 (Мой 20 век)
- Ласковая кобра. Своя и божья. — М.: Изд-во АСТ, 2015. — 415 с.; 3000 экз. — ISBN 978-5-17-092305-2 (Эксклюзивные биографии)
- Мне нужно то, чего нет на свете…: Живые лица ; Петербургские дневники. — М.: АСТ, 2017. — 412 с., ил., портр.: ил., портр.; 2000 экз. — ISBN 978-5-17-101772-9 (Дневник моего сердца = Diarium cordis)
- Живые лица. — Санкт-Петербург: Азбука, cop. 2019. — 285 с.; 3000 экз. — ISBN 978-5-389-17352-1 (Азбука-классика. Non-fiction)
- Живые лица. — Санкт-Петербург: Азбука: Азбука-Аттикус, 2020. — 285 с.; 3000 экз. — ISBN 978-5-389-17352-1 (Азбука-классика. Non-fiction)

### Серия «Великие поэты»
- Цветы ночи: Стихотворения. — М.: НексМедиа: Комсомольская правда, 2013. — 238 с.; ISBN 978-5-87107-508-1 (Серия «Великие поэты» № 84)

## Экранизации
- 2004: «Зинина прогулка», мультфильм по стихотворению Зинаиды Гиппиус «Песня девочки».
- 2004: «Демон», фильм Ирины Евтеевой по мотивам новеллы Зинаиды Гиппиус «Принцесса серебряного сада».

## Архив
В Российском государственном архиве литературы и искусства хранится личный фонд Зинаиды Николаевны. Он содержит 26 единиц хранения за 1895—1941 гг. и в основном состоит из материалов, переданных архиву в 1945 г. Литературным Музеем, получившим их от Русского заграничного архива в Праге. Здесь находятся стихотворения Гиппиус, относящиеся в основном к 1890-м гг.; пьеса «Зелёное кольцо»; повесть «Чужая любовь»; дневники поэтессы. В смежных фондах, например, в фонде А. Белого, А. А. Блока, В. Я. Брюсова и других, встречаются письма, телеграммы и автографы Гиппиус.